# Reginald Fletcher
Reginald Thomas Herbert Fletche (27 mars 1885 - 7 juin 1961) est un homme politique libéral britannique puis travailliste. Il est ministre de l'Aviation civile sous Clement Attlee entre 1945 et 1946 et gouverneur de Chypre entre 1946 et 1949.

## Biographie
Après avoir servi pendant la Première Guerre mondiale en tant qu'officier de la Royal Navy, Fletcher est élu député libéral de Basingstoke en 1923 par 348 voix mais perd le siège en 1924 . En 1935, il est élu député travailliste de Nuneaton . Il est élevé à la pairie comme baron Winster, de Witherslack dans le comté de Westmorland, en 1942 et nommé conseiller privé en 1945. De 1945 à 1946, il est ministre de l'Aviation civile dans le gouvernement de Clement Attlee. La dernière année, il est nommé gouverneur de Chypre, poste qu'il occupe jusqu'en 1949.
Lord Winster est décédé en 1961 à l'âge de 76 ans dans le district rural d' Uckfield, Sussex. La pairie s'est éteinte à sa mort.